# 日産・A型エンジン
日産・A型エンジン（2代目）は、かつて日産自動車が製造していた水冷直列4気筒OHVのガソリンエンジンシリーズである。平凡な設計で非凡な性能を実現した傑作エンジンとして知られ、小型乗用車用として長期にわたり生産された。

## 概要
原型は1966年（昭和41年）に初代サニー用のエンジンとして開発され、当初クランクシャフトは3ベアリング式であったが、ほどなく5ベアリング式に改良された。
メカニズムはイギリス・BMCの「Aシリーズエンジン」(1951年-)など欧州車での先行例の影響を受けながら、小型軽量車であるサニーに搭載しての高速道路巡航を想定して、高速化・軽量化への改良が図られており、カムシャフトの位置はハイマウントとされ、プッシュロッドの軽量化（短縮）が図られていた。それ以外は吸排気レイアウトがターンフロー（カウンターフロー）、動弁系はOHVで鋳鉄ブロックと、当時においても全く特異な点はなく、競合する初代トヨタ・カローラ用K型エンジンのようなシリンダーの傾斜配置も行わない、シンプルかつ生産性・整備性を考慮した構造であった。
しかし軽量コンパクトかつ低重心な上、トルクフルで扱いやすく、しかも高回転まで軽快に吹け上がる特性を持つ。ダットサン・サニーを中心とした日産の小型乗用車・商用車用エンジンの主力として極めて広範囲に用いられ、1980年代初頭まで排気量の拡大や、種々の改良を受けながら大量生産された。
1975年（昭和50年）からは自動車排出ガス規制の強化に伴い、混合気（空燃比）の希薄化、酸化触媒、EGR等を主体とした排気対策が行われ、NAPSのバッジが付された。1981年（昭和56年）以降は日産・Z型エンジンからのEGR制御の技術移転も行われて、後輪駆動時代の歴代サニー用パワーユニットとしての寿命を全うし、乗用車用としての役目を終えた後も日本では1990年代までサニートラックの主力エンジンとして生き残り続けた。
A型の優れた資質はモータースポーツでも証明され、このエンジンを搭載したサニーはレースでも優れた成績を残した。日本国内のツーリングカーレース（TSクラス）では、「サニーのライバルはサニー」という状況となり、燃料噴射装置の採用や深度化したチューニングにより、本来高回転化に向かないと言われたOHVエンジンでありながら、175 hp /10,000 rpm （1,300 cc NA）を発揮するという驚異的なポテンシャルを示した（カーボンコンポジット製のプッシュロッドを採用し、13,000rpm回るようにした例も有ったという）。これを搭載したB110型サニーは1970年（昭和45年）から、大森ワークス（日産ワークス・チーム）が1974年に手を引いた後も1982年（昭和57年）まで、長きにわたって多くのチューナーやプライベーターに支持され、TSクラスで不動の地位を築いた。また全日本FJ1300選手権といったフォーミュラカーの世界でも一大勢力を築いた。
- A10 - 988 cc （内径×行程：73mm×59mm）
- A12 - 1,171 cc （内径×行程：73mm×70mm）
- A13 (1974) - 1,288 cc （内径×行程：73mm×77mm）北アメリカ向けの輸出仕様
- A14 - 1,397 cc （内径×行程：76mm×77mm）
- A13 (1980) - 1,270 cc （内径×行程：76mm×70mm）
- A12A - 1,237 cc （内径×行程：75mm×70mm）
- A15 - 1,488 cc （内径×行程：76mm×82mm）

### A10
1966年9月に発売されたサニーB10型から搭載された。このタイプのみ3ベアリング仕様であり、日立製の2バレルキャブレターを装備していた。1968年にはサニークーペに搭載するために、エキゾーストマニホールドとキャブレターが改良されて圧縮比が変化し、最高出力と最大トルクが強化された。1970年には前輪駆動車のチェリーに搭載するために、横置きエンジンとして新設計された。
- 各仕様別の性能（数値はすべてグロス値）
  - セダン、商用車仕様
    - 圧縮比 - 8.5
    - 最高出力 - 56 PS (41 kW) / 6,000 rpm[1][3][4]
    - 最大トルク - 7.7 kg⋅m (76 N⋅m) / 3,600 rpm[1][3][4]

  - クーペ仕様
    - 圧縮比 - 9.0
    - 最高出力 - 60 PS (44 kW) / 6,000 rpm[5]
    - 最大トルク - 8.2 kg⋅m (80 N⋅m) / 4,000 rpm[5]

  - 横置き仕様
    - 圧縮比 - 9.0
    - 最高出力 - 58 PS (43 kW) / 6,000 rpm[2]
    - 最大トルク - 8.0 kg⋅m (78 N⋅m) / 4,000 rpm[2]

搭載車種
- サニー 初代 B10型系（1966年 - 1970年）
- サニートラック 初代 B20型系（1967年 - 1971年）
- チェリー 初代 E10型系（1970年-1974年）横置き
- サニーキャブ／チェリーキャブ 初代 C20型系（1969年 - 1975年）

### A12
A12は鍛造スチール製クランクシャフトに5つのメインベアリングを配した設計となっており、A10をベースとしながら高速走行時の耐久性や静粛性に優れている。また、アルミ合金ヘッドの採用で熱効率を向上させたほか、新機構のオイルリングによりオイル消費が少ない。大気汚染公害対策として、チェリー、サニー用は2ウェイ方式、サニートラック用はクローズド式のブローバイガス還元装置を採用した。チェリークーペ搭載型は冷却方式を電動ファン式に変更して、耐熱性能と騒音に対する改善が図られている。
排出ガス規制に対応すべく、1973年にはエンジン本体だけでなく気化器、ディストリビューター、エアクリーナーなど各種改良が行われたほか、燃料蒸発ガス排出抑制装置など各種排出ガス浄化装置が取り付けられた。これにより一酸化炭素（CO）、炭化水素（HC）、窒素酸化物（NOx）の規制値をクリアした。また、サニーのフルモデルチェンジの際にはHCを減少させるためシングルキャブレター仕様にスロットルオープナーを導入、CO対策に気化器の改良を行い、ツインキャブレターには一転式アイドル調整機構を採用した。

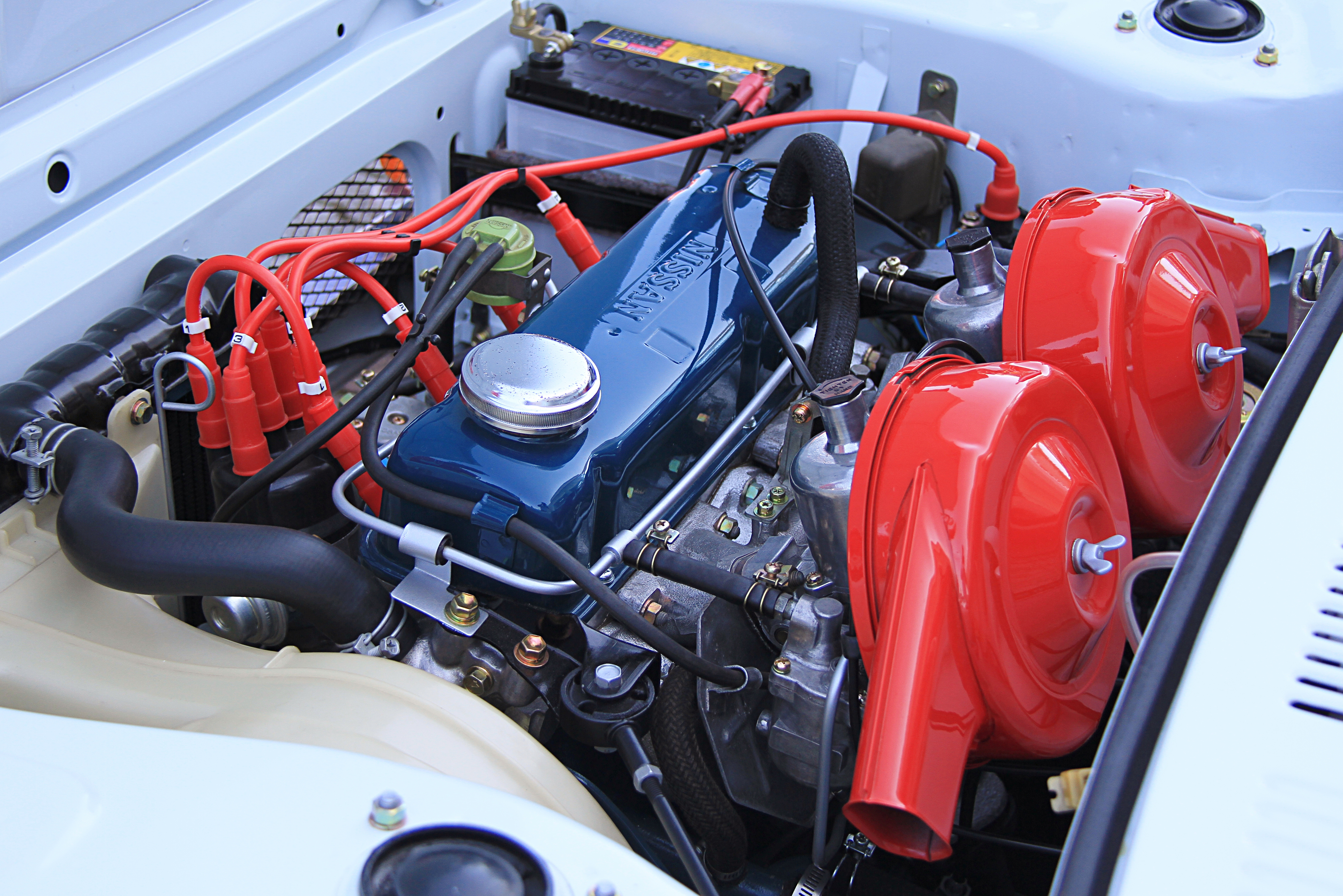
A12Tエンジン

A12のバリエーションに、サニーGX用の「A12GX」と前輪駆動・横置き用の「A12T」エンジンがある。ただしこれらの名前はあくまでも通称であり、日産が広報資料で用いたことはない。A12GXは日立製サイドドラフトキャブレターを2基搭載し、カムシャフトの延長が行われ、最高出力は標準のA12エンジンから20%向上している。前者は日本国内市場向けのサニー1200GXセダンとクーペに、通常のサニーと同じ仕様の後者はチェリーX-1に搭載された。
特にレースで注目されたエンジンは、このA12の派生モデルである、AY12である。1,300 cc以下のクラスで使用された。ピストンも特別な設計で、バルブロッカーシステムはレーシングエンジンにクロスフローレイアウトを採用したため、標準のA12とは異なる構造となった。
- 各仕様別の性能（数値はすべてグロス値）
  - 商用車仕様
    - 圧縮比 - 不明
    - 最高出力 - 64 PS (47 kW)/5,400 rpm[12]
    - 最大トルク - 9.7 kg⋅m (95 N⋅m)/3,200 rpm[12]

  - 2バレルシングルキャブレター仕様
    - 圧縮比 - 9.0
    - 最高出力 - 68 PS (50 kW)/6,000 rpm[7][9]
    - 最大トルク - 9.7 kg⋅m (95 N⋅m)/3,600 rpm[7][9]

  - SUツインキャブレター仕様（通称：A12GX）
    - 圧縮比 - 10.0
    - 最高出力（ハイオク） - 83 PS (61 kW)/6,400 rpm[13]
    - 最高出力（レギュラー） - 80 PS (59 kW)/6,400 rpm[14]
    - 最大トルク（ハイオク） - 10.0 kg⋅m (98 N⋅m)/4,400 rpm[13]
    - 最大トルク（レギュラー） - 9.8 kg⋅m (96 N⋅m)/4,400 rpm[14]

搭載車種
- サニー B110型系（1970年 - 1973年）
- サニートラック B120型系（1970年 - 1973年）
- 270Xコンセプト（1970年）
- チェリー 初代 E10型（1970年 - 1974年） 横置き　4ドア、クーペ
- サニーキャブ／チェリーキャブ C20型系（1975年 - 1978年）
- プレミア・118NE（1985年 - 2001年）　※インドのプレミア社による、フィアット・124のバッジエンジニアリング車

#### A12 シリーズ 2
1974年モデルでは全面的に改良され、その後のエンジンは全て新しいブロックスタイルを採用した。エアコンや公害防止用エアポンプなどのアクセサリーのニーズが高まったため、ディストリビューターをエンジンの前面からブロックの中央に移動し、これらのアクセサリー用のスペースを確保した。また、モーターの取り付け位置を若干変更した。公害対策として、このエンジンにはNAPSと呼ばれる排ガス制御技術を導入した。
チェリーF-IIが登場した1975年にはディストリビューターの点火進角の変更を行い、NOx、HCを減少させた。またCO、HC排出を抑えるためにキャブレターを変更し、燃料カット式のランオン防止装置を装着した。続く1976年には、空気量と対応関係にある排圧を利用したBPT方式のEGR装置を採用。二次空気供給装置を取り付けたことで、強化された酸化触媒とともに、HC、CO低減がさらに改善しているが、従来より低い混合比を使えるようにしたことで、酸化触媒の負担を少なくしているほか、燃費向上にも繋がった。ほかにも気化器オートチョーク改良、自動温調式エアクリーナー、減速時排気ガス対策装置などが導入された。
この「新しい」A12は、以前のA12と同じボア、ストローク、およびその他のほとんどの設計がそのままの状態で量産された。
搭載車種
- サニー 3代目 B210型系（1974年 - 1978年）
- チェリー E10型系（1974年 - 1976年）
- チェリーF-II 2代目 F10型（1974年 - 1978年）横置き
- サニー 4代目 B310型系 (1977年11月 - 1982年)
- サニートラック （1974年 - 1995年）
- パルサー N10型（1978年 - 1982年）
- バネット 初代 C120型系（1978年 - 1988年）

### A13 (1974)
排気量1,288cc, アメリカ合衆国向け輸出仕様。ストロークは77mmに増加し、圧縮比は8.5:1に減少した。このエンジンは、以前設計された同系列のエンジンよりもデッキの高さが15 mm高い「トールブロック」を特徴としている。
搭載車種
- ダットサン・B210（日本名サニー B210型系）

### A14
排気量1,397cc。ボアは76mmに拡大された。以前のA13エンジンと同様に、A14は「トールブロック」の造りになっている50 PS から 92 PS (37 kW から 68 kW) までのさまざまな出力のエンジンが生産された。
このエンジンのツインキャブレター装備仕様「GX」(A14T)は一部の市場の車両に搭載された。
搭載車種
- サニー 3代目 B210型系（1973年 - 1977年）
- サニー 4代目 B310型系（1977年 - 1980年）
- バネット 初代 C120型系（1978年 - 1980年）
- バッキー（南アフリカ製 日本名：サニートラック 1972年 - 2008年）
- チェリーF-II 2代目 F10型（1974年 - 1978年） 横置き
- パルサー 初代 N10型系（1978年 - 1982年）横置き

### A12A
基本的にはA12と同様の鋳造であるが、同じストロークでボアを2 mm増加し、排気量を66cc増加させた。また、再設計されたA12およびA13エンジンと共通のブロックとクランクシャフトを使用していた。
搭載車種
- サニー 4代目 B310型系（1977年 - 1980年）
- ダットサン 210（1979年 - 1982年）　※上の車両の北米仕様
- チェリーF-II 2代目 F10型（1974年 - 1978年）
- ダットサン・チェリー N10型（1974年 - 1979年）　※パルサーN10型の欧州仕様

### A13 シリーズ 2
排気量1,270cc。基本はA12と同じブロック鋳造、ストロークは70mmだが、ボアを76mmにしている。このエンジンは、フォーミュラ・パシフィックやフォーミュラ3のレース用エンジンのベースとしても使用された。
搭載車種
- サニー 4代目 B310型系（1980年 - 1981年、ライトバンは1983年まで）

### A15
ボアは76mmのままストロークはA14エンジンから5mm拡大し、82mmとなった。ブロックの鋳造番号は異なるが、A14と同じ「トールブロック」デッキの高さ、寸法、正味平均有効圧は維持された。
搭載車種
- サニー 4代目 B310型系（1980年 - 1981年）
- バネット 初代 C120型系（1980年 - 1988年）
- バネット 2代目 C22型系（1985年 - 2009年）
- F型フォークリフト（日産製・フォークリフト）　※F01M10、F01A15等
- H型フォークリフト（日産製・フォークリフト）　※H01M10、F01A15等